# لا غرانادا ديل ريوتينتو
بلدية لا غرانادا ديل ريوتينتو (بالإسبانية: La Granada de Riotinto) هي بلدية تقع في مقاطعة ولبة التابعة لمنطقة أندلوسيا جنوب إسبانيا.

## الديموغرافيا
بلغ عدد سكان بلدية لا غرانادا ديل ريوتينتو 240 نسمة عام 2011 (وفقاً للمعهد الوطني الإسباني للإحصاء).
| 234 | 223 | 223 | 228 | 223 | 211 | 240 |